# 小野村 (群馬県甘楽郡)
小野村（おのむら）は群馬県の南西部、甘楽郡に属していた村。現在の富岡市小野地区に相当する。
村名の由来は、平安前期の女流歌人小野小町が晩年出羽の国へ帰国の途時この地で病に倒れてしまい、そこで庵（現在の得成寺）を設け、仏道修行を行ったことによる。

## 地理
- 河川：星川

## 歴史
- 1889年（明治22年）4月1日 - 町村制施行により、北甘楽郡小野村が成立する。
- 1950年（昭和25年）4月1日 - 北甘楽郡が甘楽郡と改称する。
- 1954年（昭和29年）4月1日 - 黒岩村、一ノ宮町、高瀬村、額部村とともに富岡町へ編入、即日市制施行し富岡市となる。

## 伝統芸能
- 下高尾獅子舞（下高尾獅子舞保存会）
- 青葉流獅子舞（相野田獅子舞保存会）
- 稲荷流桑原獅子舞（桑原獅子舞保存会）
- 藤木神楽（藤木神楽保存会）
- 藤木獅子舞（現在は廃絶）

## 寺院、神社
- 長学寺
- 徳成時
- 熊野神社
- 八坂神社
- 西小野神社
- 諏訪大明神
- 下諏訪神社
- 中諏訪神社
- 西諏訪神社
- 塩薬師堂
- 藤木観音堂
- 小桑観音堂

## 交通

### 道路
- 群馬県道10号前橋安中富岡線
- 群馬県道49号藤木高崎線
- 群馬県道197号下高尾小幡線